# Linia kolejowa Sławno – Gołogóra
Linia kolejowa Sławno – Gołogóra – rozebrana linia kolejowa Sławieńskiej Kolei Powiatowej łącząca stacje Sławno z Gołogórą.
Linia posiadała rozstaw szyn wynoszący 750 mm oraz 1435 mm. Linia w większości była jednotorowa, tylko na krótkim odcinku pomiędzy Jacinkami a Polanowem Wąskotorowym posiadała dwa tory, które stanowiły splot pomiędzy szynami wąskotorowymi i normalnotorowymi. 21 grudnia 1897 roku otwarto odcinek Sławno – Kosierzewo – Polanów Wąskotorowy. Pierwotnie rozstaw szyn wynosił 750 mm. W dniu 29 maja 1898 roku uruchomiono odcinek Polanów – Gołogóra, a 1 listopada 1898 roku linię wydłużono o odcinek Nacław – Jacinki. W 1910 roku rozebrano odcinek Polanów R1 – a szesnaście lat później zamknięto dla ruchu pasażerskiego odcinek Żydowo Pomorskie – Gołogóra. Po 1934 roku rozebrano odcinek Sławno – Kosierzewo, zmieniono rozstaw szyn z 750 na 1435 mm i przebieg trasy (oficjalne otwarcie 21 grudnia 1934 roku), która biegła ze Sławna w przez Kwasowo w kierunku Kosierzewa i Gołogóry, pomijając stacje: Pomiłowo Wąskotorowe i Ugacie, likwidacji uległ również odcinek Polanów R2 – Polanów Wąskotorowy z jednoczesną zmianą prześwitu torów na 1435 mm pomiędzy Kosierzewem i Jacinkami.
Linia została w całości rozebrana w 1945 roku. Stacja Sławno (Schlawe), posiadała dworzec pomocniczy Schlawe Kleinbahnhof, który użytkowała Kolej Powiatowa.